# Ізвоаре (Долж)
Ізвоаре (рум. Izvoare) — село у повіті Долж в Румунії. Входить до складу комуни Ізвоаре.
Село розташоване на відстані 224 км на захід від Бухареста, 45 км на південний захід від Крайови.

## Населення
За даними перепису населення 2002 року у селі проживали 1156 осіб. Рідною мовою 1152 особи (99,7%) назвали румунську.
Національний склад населення села:
| Національність | Кількість осіб | Відсоток |
| -------------- | -------------- | -------- |
| румуни         | 1148           | 99,3%    |
| цигани         | 8              | 0,7%     |